# Кодрингтон, Джейдон
Дже́йдон Ко́дрингтон (англ. Jaidon Codrington; 5 июня 1984, Бриджпорт) — американский боксёр-профессионал, выступавший в полутяжёлой весовой категории. Чемпион национального турнира «Золотые перчатки», владел титулом чемпиона штата Нью-Йорк, был претендентом на пояс чемпиона балтийских стран по версии ВБС. Также известен как финалист третьего сезона боксёрского реалити-шоу «Претендент».

## Биография
Джейдон Кодрингтон родился 5 июня 1984 года в городе Бриджпорт, штат Коннектикут. Первого серьёзного успеха на ринге добился в 2002 году, когда во втором среднем весе выиграл национальных турнир «Золотые перчатки». В последующих двух сезонах вновь принимал участие в этих соревнованиях, но повторить успех не сумел. Летом 2004 года дебютировал на профессиональном ринге, своего первого соперника победил техническим нокаутом в третьем раунде.
В течение следующих нескольких месяцев провёл множество удачных поединков и в августе 2005 года завоевал вакантный титул чемпиона штата Нью-Йорк во второй средней весовой категории. В ноябре того же года потерпел первое в карьере поражение — бой против американского проспекта Аллана Грина продлился всего лишь 18 секунд, Грин с самого начала обрушил на противника шквал сильнейших ударов, после чего Кодрингтон в бессознательном состоянии через канаты вывалился за пределы ринга. Журналом «Ринг» этот нокаут был признан лучшим нокаутом года.
Несмотря на разгромное поражение, Кодрингтон продолжил боксировать в профессиональных боях, выиграл несколько сложных матчей и в 2007 году стал участником популярного боксёрского реалити-шоу «Претендент», где представлял так называемую «Золотую команду». В первом бою шоу взял верх над небитым ранее Брианом Верой, в полуфинале разобрался с опытным Уэйном Йонсеном, но в решающем матче техническим нокаутом проиграл австралийцу камерунского происхождения Сакио Бика. Ранее у его брата были проблемы с этим человеком.
После «Претендента» карьера Джейдона Кодрингтона замедлилась, интервалы между боями существенно возросли. В апреле 2012 года после почти двухлетнего перерыва он вышел на бой за титул чемпиона балтийских стран в полутяжёлом весе по версии Всемирного боксёрского совета (ВБС). Тем не менее, действующий чемпион россиянин Рахим Чахкиев оказался слишком сильным для него соперником — уже в первом раунде состоялся нокаут. Впоследствии Кодрингтон провёл ещё один бой, в августе 2013 года досрочно победил малоизвестного соотечественника Стива Уокера. Ныне проживает в Нью-Йорке, владеет собственным боксёрским залом.